# 松任谷由実 サウンドアドベンチャー
『松任谷由実 サウンドアドベンチャー』（まつとうやゆみ サウンドアドベンチャー）は、TOKYOFMをキーステーションにJFN系列で放送されていた松任谷由実のラジオ番組である。1985年10月6日から2002年3月31日までの17年間にわたり、毎週日曜17:00-17:55に放送された。

## 概要
1982年6月より毎週土曜日15時台に放送されていた『サタデイ・アドベンチャー』が1985年10月6日より毎週日曜日17時台へ移動となったことに伴い、番組名もサタデイからサウンドへ改題され『サウンドアドベンチャー』となった。改題後も数年間は、引き続きAIWAがスポンサーとなっており、サタデー時代と同じオープニングテーマ曲が使われた。
リスナーからのリクエストによる松任谷の曲でスタートし、毎週週替わりの特集とそれにちなんだ音楽が、洋楽もしくは松任谷の楽曲を中心に放送された。
1990年より、リスナーからの手紙やメールで寄せられた恋愛相談に松任谷がアドバイスをするコーナーが定着した。当時「恋愛の教祖」とも呼ばれていた松任谷から、恋愛アドバイスを受けられることが話題を呼び、番組の名物コーナーへと成長していった。
1990年より、スポンサーが味の素となり、オープニングテーマ曲やジングルが一新された。さらにその後スポンサーはシーボン化粧品、キリンビールと変遷し、その後は複数スポンサー番組として推移した。キリンビールの提供となってから一新された曲やジングルは最終回まで使用された。
1995年の生放送では、テレゴングを用いて恋愛相談コーナーの相談内容を判定する試みが行われた。1999年より、従来の手紙に加えてメール形式での募集も開始された。
2001年10月には、番組公式ウェブサイトが立ち上がり、番組で放送された楽曲を着メロで配信するサービスも開始した。
2002年にリニューアルの話が持ち上がり、3月31日の放送にて最終回を迎えることになった。
2002年3月31日放送の最終回のオープニングでは、「2002年2月の苗場からの生放送にて鈴を付けてはしゃぎ過ぎたため、局内から番組リニューアルの話が持ち上がった」と冗談めいて語っている。これにより『サタデーアドベンチャー』から続いた25年間の歴史に幕を閉じた。
2023年6月現在、松任谷は30年以上にわたり、幾度かの番組リニューアルを経て同局のラジオパーソナリティを務めている。その中でも、本番組は約17年間と、最も長期間放送された番組となっている。

## 備考
- 2001年10月に開設された番組公式ウェブサイトのURLは、現在放送されている『松任谷由実のYuming Chord』のURLと同一である。

## 主なゲスト
- 内田有紀
- KinKi Kids
- KUWATA BAND（1986年）
- 小泉今日子（1986年7月13日）
- スガシカオ（2000年1月9日）
- 竹内まりや（1992年10月25日）
- 中島みゆき（1994年10月23日）
- 槇原敬之（1992年12月20日）
- 松井秀喜（1999年1月3日）
- 薬師丸ひろ子（1986年7月6日）
- 矢沢永吉（1995年6月25日）
- 山田邦子（1987年1月4日）
- YOSHIKI（1992年6月14日）